# Georges Claraz
Georges Claraz (ou Jorge Claraz), né le 18 mai 1832 à Fribourg et mort le 6 septembre 1930 à Lugano, est un naturaliste et explorateur suisse.
Un des mérites les plus importants de Georges Claraz a été d'avoir ouvert en septembre 1865, la porte de la Patagonie septentrionale à la recherche scientifique, en explorant et en décrivant en premier les zones comprises entre la rivière Rio Negro et la rivière Río Chubut. Il réalise deux dictionnaires l'un pampa-espagnol, comporte plus de 900 mots, tandis que l'autre, araucan-espagnol, compte une centaine de termes. Tous deux ont par ailleurs été publiés en annexe à son journal.

## Biographie
Georges Claraz est le fils d'Ambroise Claraz et de Marie Elisabeth née Buchs. Il est l'aîné de onze enfants : sept garçons et quatre filles. Sa famille d'origine savoyarde de Lanslevillard en Savoie, s'est établie à Fribourg quelques années avant sa naissance et elle y est naturalisée en 1845. Georges Claraz étudie de 1851 à 1854 à l'Université de Zurich les sciences naturelles (chimie, physique, botanique, géologie, minéralogie, cristallographie, zoologie, etc.), il a comme professeurs Albert Mousson, O. Voller, le minéralogiste Jakob Christian Heusser (1826-1909) et le géologue Arnold Escher von der Linth.
Dès avril 1856, il approfondit ses études en Allemagne, au centre des Études des mines et de la métallurgie des mines royales de Freiberg ainsi qu'à l'Université Royale de Berlin pour y finir ses études de chimie, technologie, géodésie et minéralogie.
Âgé de 24 ans, il suit un de ses professeurs, Christian Heusser, au Brésil. Partis de Southampton le 25 décembre 1856, ils arrivent le 18 janvier 1857 à Rio de Janeiro. Engagé comme observateur des sciences naturelles, il est chargé d'une commission d'enquête sur le conflit existant entre les Brésiliens et les esclaves. Pendant trois années, il fait d'importants travaux naturalistes sur Rio. Georges Claraz, très démocrate, prend position contre le Brésil et doit fuir en Argentine.
Il reste 23 ans en Argentine de 1859 à 1882, où il développe cultures et élevages. Il fait pendant trois ans de nombreux travaux scientifiques dans la province de Buenos Aires, la Pampa et explore pendant vingt ans la Patagonie septentrionale.
Georges Claraz s'établit dans une des colonies suisses de la province d'Entre Rios. Pendant quatre mois en 1859, il fait un séjour entre Azul et Tandil pour faire des recherches dans les montagnes de Tandil et celles de la Ventana. Ensuite il explore la Province de Buenos Aires pendant quatre années, de 1861 à 1865, puis celle de la Pampa ainsi que le nord de la Patagonie. Il acquiert des terrains à 10 km de Bahía Blanca sur les rives du Naposta Grande, puis d'autres près de Carmen de Patagones, aux lieux-dits Rincon del Paso Falso et China Muerte, d'où il part pour explorer le nord de la Patagonie.
Pendant son séjour en Argentine, il envoie des caisses remplies de flore, de faune, d'artéfacts, de fossiles, de minéraux, etc., aux professeurs Mousson et Escher von de Linth à Zurich. Nous savons aussi que dès 1863, il entretient des relations étroites avec le docteur Henri de Saussure qui est établi à Genève et auquel il envoie plusieurs collections (comme une flore comptant plus de 300 espèces qui provient de la province de Buenos Aires). Parmi les pièces les plus spectaculaires qui arrivent à Genève, il faut citer des ossements de mammifères quaternaires - Megatherium et Glyptodon - qu'il a découverts dans la pampa et qui furent exposés dans la galerie de paléontologie du musée d'Histoire Naturelle de Genève. Il offre en 1887 au Musée cantonal de géologie de Lausanne une carapace d'un Panochtus (Glyptodon), partie entière d'Argentine mais malheureusement arrivée en pièces détachées à Lausanne où des plaques sont toujours exposées.
À partir des notes de Georges Claraz, en décembre 2006 un groupe de chercheurs dirigés par le paléontologue et anthropologue argentin Rodolpho Casamiquela découvrent, en Patagonie septentrionale, une pierre sacrée des Indiens tehuelches.
Entre les années 1882 et 1885, Georges Claraz a écrit plus de 500 pages sur la flore d'Argentine, autant sur sa paléontologie, sa géologie, sa météorologie, et son bétail et a renouvelé ses notes ethnographiques. Le docteur Félix F. Outes (1878-1939), directeur du musée d'ethnographie de Buenos Aires, en a publié des extraits sur le vocabulaire gennaken de F.Hunziker (1928), des textes dans la langue aonikenk (1928) et un lexique de la langue yamana.
De retour en Suisse, bien qu'ayant fait fortune, il mènera une vie sévère et modeste s'occupant de questions sociales, distribuant des sommes considérables à des œuvres de bienfaisance et destinant une partie de sa fortune aux institutions culturelles. Aujourd'hui encore trois instituts à l'Université de Zurich et de Genève, bénéficient de la Donation Georges et Antoine Claraz.
En 1932 le gouvernement suisse donne à l'Argentine quelques pièces archéologiques et deux cahiers de notes de Georges Claraz, publiés de manière posthume.
Georges Claraz décède à l'âge de 98 ans à Lugano chez sa sœur Georgine Claraz. À cette époque, il semble qu'il ait occupé une place importante au sein des naturalistes et explorateurs puisqu'il a même reçu la visite des célèbres explorateurs argentins Francisco Moreno et Carlos Moyano dans sa maison de Lugano. Il a maintenu de très bonnes relations avec ses amis, Santiago Roth (de), et Carlos Luigi Spegazzini.

## Éponymie
Différentes espèces végétales portent son nom :
- Hypnum clarazii Duby (Bryophyte) ;
- Helicodontium clarazii (Bryophyte) ;
- Lysurus clarazii Muller (Basidiomycète) ;
- Margyricarpus clarazii Ball (Rosaceae) ;
- Lantana clarazii Ball (Verbenaceae) ;
- Sisyrinchium clarazii Baker (Iridaceae) ;
- Stipa clarazii Ball (Poaceae), herbe « cheveu d'ange ».

Jorge Claraz est un village en Argentine dans la province de Buenos Aires qui a été nommé en son honneur.